# Reglamento Internacional para Prevenir Abordajes
El Reglamento Internacional para Prevenir Abordajes (RIPA), o Convention on the International Regulations for Preventing Collisions at Sea (COLREGs), fue adoptado por la Organización Marítima Internacional (International Maritime Organization, IMO) en 1972, en sustitución de las regulaciones establecidas en 1960. El RIPA fue creado con base de lo ocurrido con el gran transatlántico SS Andrea Doria que colisionó con otro barco hundiéndose en once horas cerca de Nueva York, entró en vigor en julio de 1977 y es de aplicación a todos los buques en alta mar y en todas las aguas que tengan comunicación con ella y sean navegables por los buques de navegación marítima. Una de sus innovaciones más importantes es el reconocimiento de los dispositivos o esquemas de separación de tráfico (Regla 10).
Índice del Reglamento
- Parte A- Generalidades
  - Regla 1. Ámbito de aplicación
  - Regla 2. Responsabilidad
  - Regla 3. Definiciones generales
- Parte B- Reglas de rumbo y gobierno

- Sección I. Conducta de los buques en cualquier condición de visibilidad
- - Regla 4. Ámbito de aplicación
  - Regla 5. Vigilancia
  - Regla 6. Velocidad de seguridad
  - Regla 7. Riesgo de abordaje
  - Regla 8. Maniobras para evitar el abordaje
  - Regla 9. Canales angostos
  - Regla 10. Dispositivos de separación del tráfico

- Sección II. Conducta de los buques que se encuentren a la vista uno del otro
- - Regla 11. Ámbito de aplicación
  - Regla 12. Buques de vela
  - Regla 13. Buque que alcanza
  - Regla 14. Situación "de vuelta encontrada"
  - Regla 15. Situación "de cruce"
  - Regla 16. Maniobra del buque que "cede el paso"
  - Regla 17. Maniobra del buque que "sigue a rumbo"
  - Regla 18. Obligaciones entre categorías de buques

- Sección III. Conducta de los buques en condiciones de visibilidad reducida
- - Regla 19. Conducta de los buques en condiciones de visibilidad reducida
- Parte C- Luces y marcas
  - Regla 20. Ámbito de aplicación
  - Regla 21. Definiciones
  - Regla 22. Visibilidad de las luces
  - Regla 23. Buques de propulsión mecánica en navegación
  - Regla 24. Buques remolcando y empujando
  - Regla 25. Buques de vela en navegación y embarcaciones de remo
  - Regla 26. Buques de pesca
  - Regla 27. Buques sin gobierno o con capacidad de maniobra restringida
  - Regla 28. Buques de propulsión mecánica restringidos por su calado
  - Regla 29. Embarcaciones de práctico
  - Regla 30. Buques fondeados y buques varados
  - Regla 31. Hidroaviones
- Parte D- Señales acústicas y luminosas
  - Regla 32. Definiciones

  - Regla 33. Equipo para señales acústicas
  - Regla 34. Señales de maniobra y advertencia
  - Regla 35. Señales acústicas en visibilidad reducida
  - Regla 36. Señales para llamar la atención
  - Regla 37. Señales de peligro
- Parte E- Exenciones
  - Regla 38. Exenciones
- Anexo I.- Posición y características técnicas de las luces y marcas
- Anexo II.- Señales adicionales para buques de pesca que se encuentren pescando muy cerca unos de otros
- Anexo III.- Detalles técnicos de los aparatos de señales acústicas
- Anexo IV.- Señales de Peligro